# L'Isle-sur-Serein
L'Isle-sur-Serein is een gemeente in het Franse departement Yonne (regio Bourgogne-Franche-Comté) en telt 758 inwoners (2005). De plaats maakt deel uit van het arrondissement Avallon.

## Geografie
De oppervlakte van L'Isle-sur-Serein bedraagt 4,4 km², de bevolkingsdichtheid is 172,3 inwoners per km².
De onderstaande kaart toont de ligging van L'Isle-sur-Serein met de belangrijkste infrastructuur en aangrenzende gemeenten.

## Demografie
Onderstaande figuur toont het verloop van het inwonertal (bron: INSEE-tellingen).